# San Millán de la Cogolla
San Millán de la Cogolla ist eine spanische Gemeinde in der Autonomen Gemeinschaft La Rioja. Sie liegt am Fuße der Sierra de la Demanda im Tal des Cárdenas, einem Zufluss des Najerilla.
Obwohl sie nicht direkt am Jakobsweg liegt, nehmen viele Pilger einen Umweg dorthin in Kauf. Der Grund hierfür sind die zwei Klöster San Millán de Yuso und San Millán de Suso, die beide von der UNESCO zum Weltkulturerbe erklärt wurden. Die Wirtschaft des Ortes lebt nahezu vollständig vom Tourismus.

## Geschichte
Die Gemeinde entstand 1022 ursprünglich unter dem Namen San Jorge. Im Ort stand die Kirche San Jorge in der sich das Grab der Heiligen Potamia befand und die bis ins Jahr 1542 Pfarrkirche war. Der Ort übernahm später den Namen der Klöster.